# James Palmer
James Alfred Palmer Jr. (Washington D. C., 31 de julio de 1996) es un baloncestista estadounidense que pertenece a la plantilla del Galatasaray de la BSL turca. Con 1,96 metros de estatura, juega en la posición de escolta.

## Trayectoria deportiva

### Universidad
Jugó dos temporadas con los Hurricanes de la Universidad de Miami, en las que promedió 3,6 puntos y 1,3 rebotes por partido. El 17 de mayo de 2016, Palmer fue transferido a la Universidad de Nebraska.
En los Cornhuskers, tras el año en blanco que impone la NCAA, jugó dos temporadas más, en las que promedió 18,5 puntos, 4,3 rebotes, 3,0 asistencias y 1,2 robos de balón por encuentro. En su primer año en Nebraska fue incluido por los entrenadores en el mejor quinteto de la Big Ten Conference, mientras que la temporada siguiente lo fue en el tercero.

#### Estadísticas
| Año     | Equipo   | PJ       | PT       | MPP      | %TC      | %3P      | %TL      | RPP      | APP      | ROB      | TPP      | PPP      |
| ------- | -------- | -------- | -------- | -------- | -------- | -------- | -------- | -------- | -------- | -------- | -------- | -------- |
| 2014–15 | Miami    | 38       | 5        | 13.3     | .413     | .365     | .652     | 1.4      | .7       | .1       | .2       | 3.7      |
| 2015–16 | Miami    | 34       | 0        | 11.6     | .364     | .277     | .676     | 1.1      | .7       | .4       | .1       | 3.4      |
| 2016–17 | Nebraska | Redshirt | Redshirt | Redshirt | Redshirt | Redshirt | Redshirt | Redshirt | Redshirt | Redshirt | Redshirt | Redshirt |
| 2017–18 | Nebraska | 33       | 33       | 31.0     | .444     | .309     | .738     | 4.4      | 3.0      | 1.0      | .5       | 17.2     |
| 2018–19 | Nebraska | 36       | 36       | 35.2     | .369     | .313     | .762     | 4.2      | 3.0      | 1.4      | .4       | 19.7     |
| Total   | Total    | 141      | 74       | 22.6     | .398     | .315     | .742     | 2.7      | 1.8      | .7       | .3       | 10.9     |

### Profesional
Tras no ser elegido en el Draft de la NBA de 2019, firmó con los Phoenix Suns para disputar las Ligas de Verano de la NBA, en las que en cuatro partidos promedió 14,0 puntos y 3,5 rebotes. En el mes de agosto firmó contrato para la pretemporada con Los Angeles Clippers, pero fue finalmente cortado en el mes de octubre, y asignado a su filial en la G League, los Agua Caliente Clippers. En su primer partido anotó 40 puntos ante Northern Arizona Suns.
El 20 de julio de 2021, firma por el Stal Ostrów Wielkopolski de la Polska Liga Koszykówki.
El 29 de junio de 2022 firmó contrato con el JL Bourg Basket de la Pro A francesa.
El 26 de junio de 2023, firmó con Türk Telekom de la Basketbol Süper Ligi (BSL) turca.
El 15 de junio de 2024, firma por el Galatasaray de la BSL turca.